# Genschbach
Der Genschbach ist ein ca. 1 km langer Bach südlich von Staudt und östlich von Dernbach im Westerwaldkreis.

## Geografie
Der Genschbach ist ein linker Zufluss des Aubaches. Er verläuft nordöstlich der Anhöhe Fussenacker (291 Meter, Stadtgebiet Montabaur), etwa 1 km nördlich des Ortsteils Eschelbach. Die Quelle liegt neben dem Staudter Birkenweiher im südlichen Gemeindegebiet von Staudt, die Mündung in den Aubach liegt südwestlich von Staudt und im östlichen Gemeindegebiet von Dernbach.

## Charakter
Die Wassermassen des Genschbaches sind unterschiedlich: Während er in Regenzeiten ein reißender Bach ist, ist er in längeren Trockenphasen nur ein kleiner Bach mit einer Breite von ungefähr 90 cm. 200 Meter vor seiner Mündung erhält er mehrere kleine Zuläufe. In diesem Gebiet fließt er durch ein kleines Tal. Dort finden sich auch größere Felsformationen wieder. Ungefähr 60 % des Bachlänge befinden sich im Wald, auf den restlichen 40 % durchfließt er Weideland.